# Joaquín de Soria
Joaquín de Soria o bien Joaquín de Soria-Santa Cruz y Guzmán (ciudad de Soria, España, 8 de enero de 1748 – Montevideo, Río de la Plata, 7 de marzo de 1814) era un militar español que fue asignado como gobernador de las Misiones Guaraníes desde 1800 hasta 1802 y que más tarde lucharía contra la emancipación de las Provincias Unidas del Río de la Plata, llegando a desempeñar de forma interina en 1810 como gobernador político y militar de Montevideo, en la Banda Oriental.

## Biografía

### Origen familiar y primeros años
Joaquín de Soria-Santa Cruz y Guzmán nació el 8 de enero de 1748 en la ciudad de Soria, en Castilla la Vieja que formaba parte de la Corona española, siendo hijo del coronel Manuel de Soria Santa Cruz y Franquis y de Victoria de Guzmán y Andrade. Fue bautizado en la catedral por el propio cardenal José Manuel de Pomar, primado de España.

### Carrera militar
Así como sus hermanos, el brigadier Blas de Soria Santa Cruz y Guzmán y el capitán de fragata Fernando de Soria Santa Cruz y Guzmán, siguió la carrera de las armas. Al estar de guarnición en Cartagena de Indias, salió el año 1771 para la expedición de Riohacha contra los guajiros en la que permaneció hasta su reducción.
Participó en el año 1776 de la expedición de Pedro de Cevallos al Río de la Plata y de las campañas contra los portugueses. Estuvo en la de Argel en el desembarco y función en su playa el 8 de julio de 1779.
El 14 de agosto de 1780 fue ascendido a oficial ayudante del Regimiento de Saboya alcanzando pronto el grado de capitán. En octubre de 1784 pasó al Regimiento de Burgos y el 27 de diciembre de 1795 fue promovido a teniente coronel y asumió el mando del Regimiento de Infantería de Buenos Aires.
En 1781 formó parte de la oficialidad de las tropas comandadas por el coronel José de Reseguín enviado por el virrey Juan José de Vértiz y Salcedo para reprimir el alzamiento iniciado por José Gabriel Túpac-Amaru, cacique de la provincia de Tinta, Alto Perú. Se destacó en la pacificación de la de Santiago de Cotagaita.

### Gobernador de las Misiones Guaraníes
El 18 de julio de 1800 fue nombrado al frente del «Gobierno de las Misiones Guaraníes», hasta ser reemplazado por Santiago de Liniers el 1 de noviembre de 1802.
En el mismo año, ya con el grado de coronel, estuvo al frente del Regimiento de Voluntarios de Caballería de Montevideo.
Luchó contra las Invasiones Inglesas al Río de la Plata integrando la plana mayor junto al coronel César Balbiani, Bernardo de Velasco y el capitán Francisco Agustini, tras las que fue ascendido al grado de brigadier.

### Gobernador realista de Montevideo
Tras la Revolución de Mayo de 1810, permaneció en Montevideo leal al Consejo de Regencia. 
El 5 de septiembre de 1810 fue Joaquín de Soria en tanto comandante general de la campaña de la Banda Oriental quien designó al futuro caudillo Gervasio Artigas capitán de Blandengues.
Al marchar a España Francisco Javier de Elío lo sustituyó en la gobernación de Montevideo hasta que hizo entrega del mando de la plaza al mariscal Gaspar de Vigodet, el 7 de octubre del mismo año.

### Matrimonio y descendencia
Estaba casado con María Margarita de Viana y Achucarro, con quien tuvo varios hijos, entre ellos Manuel de Soria.

### Sitio de Montevideo y fallecimiento
Permaneció en Montevideo durante el sitio de 1811. Falleció en Montevideo el 7 de marzo de 1814, poco antes de la caída de esa plaza en el mes de junio.